# Meises boszanger
De Meises boszanger (Phylloscopus kansuensis) is een zangvogel uit de familie Phylloscopidae.

## Verspreiding en leefgebied
Deze soort is endemisch in het noordelijke deel van Centraal-China.